# 딘 망명왕조
딘 망명왕조(Dinh exile Dynasty)는 980년 딘 왕조의 패망 이후 세워진 망명왕조이다. 딘 왕조의 왕족들 중 일부는 황태자의 자녀들을 포함하여 당시 송나라로 떠났다. 송나라는 딘 왕조 이후 세워진 레 왕조와 981년 전쟁을 하였고 때문에 딘 왕조 사람들은 조용히 망명해야 했다. 딘 왕조는 중국 땅에서 대를 이어왔고 명나라 멸망 이후 조선으로 넘어와 살았다. 현재 중국 내 딘 왕조의 후손은 행방이 불분명하며 한국에서는 딘 망명왕조를 칭하는 단체가 있음에 따라 그들이 딘 왕조의 후손인 것을 알 수 있다.